# Nawaf Al-Khaldi
Nawaf Al-Khaldi (25 de maio de 1981) é um futebolista profissional kuwaitiano que atua como goleiro.

## Carreira
Nawaf Al-Khaldi representou a Seleção Kuwaitiana de Futebol, nas Olimpíadas de 2000.